# 古米內縣
6°11′46″S 144°54′22″E / 6.196°S 144.906°E
古米內縣（英語：Gumine District），是巴布亞新畿內亞的縣份之一，位於新畿內亞島中部，由欽布省負責管轄，首府設於古米內，面積708平方公里，2011年人口56,880，人口密度每平方公里80人。